# William Roscoe Thayer
William Roscoe Thayer (ur. 16 stycznia 1859 w Bostonie, zm. 7 września 1923 w Cambridge) – amerykański literat, historyk, biografista i poeta. Specjalizował się w dziejach Włoch. Pisał też o wybitnych Amerykanach: Longfellow: Our National Poet (1907), Theodore Roosevelt: An Intimate Biography (1919) i George Washington (1922).